# きまぐれスタジオ 美水かがみギャラリー幸手
きまぐれスタジオ 美水かがみギャラリー幸手（きまぐれスタジオ よしみずかがみギャラリーさって）は、埼玉県幸手市北3丁目に所在した、漫画およびアニメ作品『らき☆すた』を主題とした、幸手市商工会運営のギャラリー兼交流施設。2009年（平成21年）3月28日開館、2011年（平成23年）1月10日閉館。

## 概要
『らき☆すた』の作者で幸手市出身の漫画家、美水かがみの旧居を活用し、この家がモデルとなった、作中に出てくる泉こなたの家を再現している。
内装は漫画やアニメで表現されているように再現
しており、1階の美水の使っていた仕事部屋をこなたの部屋にしたほか、同じく1階には居候している従姉妹の小早川ゆたかの部屋を、2階には父のそうじろうの部屋を、それぞれ再現している。また、1階にはギャラリースペースを設け、原画や漫画単行本、グッズ等の展示を行っている。2階にある居間にはノートパソコンを設置、インターネットスペースとなっているほか、売店スペースを設置し軽食や市内特産品の販売を行う。3階はファンのための交流部屋となっており、ファンによる観光写真の展示も可能にしている。
運営に際しては商工会によって応援を頼まれたファンもスタッフとして参加、ファンの目線による施設運営の提案も取り入れている。また、部屋にある物は基本的に美水家が使っていた物をそのまま使用しており、展示物については美水家やファンから、家具や家電製品については市内の商店から、教科書などについては美水の母校である春日部共栄高校から、それぞれ協力・提供を受けている。
当初開館期間は2009年（平成21年）9月末までの半年間の予定だったが、好評かつファンからの要望により期間の延長が決まった。その後も、2010年（平成22年）5月28日には「こなたの誕生日無料開放デー」としてギャラリーを無料開放実施した。しかし、建物の都合により、2011年（平成23年）1月10日に閉館した。閉館の際に備品等の提供を受けた物については提供者に引取り依頼を実施し、ギャラリーに展示している家具類は希望者に2011年（平成23年）2月5日に販売された。また原画など一部の展示物については同じ市内にある角川系の映画館、シネプレックス幸手にミニギャラリーを設置、継続展示している。
開館日は毎週土曜・日曜・祝日 で、混雑緩和や住宅地である関係上近隣住民への配慮から、定員20人、基本的に1時間の入れ替え制となっていた。入場券は商工会加盟店舗およびギャラリー（当日券のみ）にて、日替わり・時間帯別で発売されていた。入場券は2009年（平成21年）4月は時間区切りでの発売だったが、同年5月からは加盟店舗での前半（11:00～14:00）または後半（14:00～17:00）のいずれかの時間帯中1時間分の入場券を発売する形式へと変更、入場券を2枚購入することで2時間まで滞在可能となったほか、前売りや事前の予約も可能となった。同年10月からはさらに任意の1時間分の入場券、または1日滞在可能な入場券の2種類へと変更されていた。
なお、2010年（平成22年）1月1日付で泉家が幸手市の住民として特別住民登録され、同年1月3日より特別住民票の交付が行われているが、登録の際の住所は当ギャラリーの住所がそのまま使われている。

## 設立の経緯
2007年（平成19年）に放送されたアニメのヒットもあり、「聖地巡礼」と称して舞台の一つとなった幸手市にもファンが訪れるようになった。しかし、舞台となった市町のうち、春日部市にはこなたたちが通学する陵桜学園のモデルとなった美水の母校、春日部共栄高校が、北葛飾郡鷲宮町（現：久喜市鷲宮区域）には柊家が居を構える鷹宮神社のモデルとなった鷲宮神社があるのに対し、幸手市にはいわゆる「聖地」と呼べるシンボル的な観光拠点がなかった。
こうした中、2008年（平成20年）5月に美水家が交通の利便性を考慮しさいたま市に転居、これまで住んでいた住居が空き家となった。そこで以前から地元に貢献したいと考えていた美水の母が「この家をファンのために開放して活用できないか」と幸手市商工会に申し出た。観光拠点が不可欠と感じていた商工会側はこれを受け入れ、美水家から旧居の無償貸与を受け、ギャラリーとして整備を行った。